# STN 7
STN 7 ist vermutlich ein Enzym, das zusammen mit STN 8 die Phosphorylierungen in Thylakoiden von Chloroplasten im Zuge der Photosynthese bewirkt.

## Eigenschaften
Es wird angenommen, dass STN 7 eine Kinase und ein Transmembranprotein ist, welche vor allem die Phosphorylierung im Lichtsammelkomplex 2 katalysiert, wodurch der Lichtsammelkomplex II vom Photosystem II freigesetzt wird und die Diffusion entlang der Biomembran zum Photosystem I ermöglicht wird. Die komplementäre Phosphatase zu STN7 ist PPH1.